# Prescott (Wisconsin)
Prescott es una ciudad de Estados Unidos ubicada en la confluencia del río St. Croix y del Misisipi, en el condado de Pierce en el estado de Wisconsin. En el Censo de 2010 tenía una población de 4.258 habitantes y una densidad poblacional de 554,85 personas por km².

## Geografía
Prescott se encuentra ubicada en las coordenadas 44°45′10″N 92°47′22″O / 44.75278, -92.78944. Según la Oficina del Censo de los Estados Unidos, Prescott tiene una superficie total de 7.67 km², de la cual 6.71 km² corresponden a tierra firme y (12.59%) 0.97 km² es agua.

## Demografía
Según el censo de 2010, había 4.258 personas residiendo en Prescott. La densidad de población era de 554,85 hab./km². De los 4.258 habitantes, Prescott estaba compuesto por el 95.84% blancos, el 0.28% eran afroamericanos, el 0.59% eran amerindios, el 0.42% eran asiáticos, el 0.05% eran isleños del Pacífico, el 0.63% eran de otras razas y el 2.18% pertenecían a dos o más razas. Del total de la población el 2.04% eran hispanos o latinos de cualquier raza.